# Optimaton
Gli Optimatoi (in greco Ὀπτιμάτοι?, dal latino Optimates, "gli uomini migliori") inizialmente formavano una unità militare bizantina di élite. A metà dell'VIII secolo, tuttavia, essi furono degradati a corpi di logistica e di rifornimento e fu loro assegnata una provincia (thema) nell'Asia Minore nord-occidentale, che prese il loro nome. Come unità amministrativa, il Thema degli Optimatoi (in greco: θέμα Ὀπτιμάτων, thema Optimatōn) sopravvisse fino alla conquista ottomana dei primi decenni del XIV secolo.

## Storia
Gli Optimates sono per la prima volta attestati nel tardo VI secolo (c. 575), durante il regno di Tiberio II Costantino (r. 574–582). Secondo lo Strategikon dell'Imperatore Maurizio, gli Optimates erano un reggimento di élite dei Foederati, molto probabilmente di origini gotiche. Essi costituivano un corpo di cavalleria, comprendente tra i cento e i cinquecento soldati, e costituiva parte dell'esercito centrale di riserva, il cui comandante portava il titolo all'epoca unico di taxiarchēs. La presenza di discendenti di questi uomini, chiamati Gothograeci (Γοτθογραῖκοι) dal cronista Teofane Confessore, è attestata nella Bitinia settentrionale fino agli inizi dell'VIII secolo. Warren Treadgold stima che all'epoca i corpi annoveravano 2 000 soldati, cifra che probabilmente corrisponde anche alle sue dimensioni originarie.
A metà dell'VIII secolo, sotto il regno di Costantino V Copronimo (r. 741–775), come parte delle sue misure per ridurre il potere dei generali tematici in seguito alla rivolta di Artavasde, il Conte dell'Opsikion, i corpi furono degradati. Separata dal Thema Opsiciano, la regione dove si erano insediati gli Optimates, comprendente la penisola opposta a Costantinopoli, entrambe le coste del Golfo di Nicomedia e il territorio fino alle rive del fiume Sangario, da allora avrebbe costituito il thema degli Optimatoi (Greco: θέμα Ὀπτιμάτων) con Nicomedia come sua capitale. La prima menzione degli Optimatoi come thema separato nelle fonti scritte è attestata solo al 774/775, ma è evidente che la sua creazione deve essere avvenuta negli anni immediatamente successivi alla soppressione della rivolta di Artavasde. Quello stesso periodo vide l'ulteriore smembramento di quello che era un tempo il potente thema Opsikion con la creazione del Thema dei Bucellari.
A differenza degli altri themata, gli Optimatoi non fornivano più truppe armate, ma costituivano un corpo di 4 000 conducenti di muli, che fornivano il trasporto del bagaglio (touldon) dei Tagmata imperiali a Costantinopoli. Il ruolo unico degli Optimatoi lo distingue nettamente da tutti gli altri themata: a causa delle loro funzioni non combattive, gli Optimatoi non furono suddivisi in comandi di livello intermedio (tourmai o droungoi), un fatto interpretato dall'Imperatore Costantino VII Porfirogenito (r. 913–959) come segno di rango inferiore. Di conseguenza, il loro domestikos comandante deteneva il rango più basso possibile tra tutti gli stratēgoi provinciali nella gerarchia imperiale. Analogamente agli altri themata, per l'amministrazione civile della provincia, il domestikos era assistito da un deputato (topotērētēs), un ufficiali finanziario (chartoularios) e un segretariato condotto da un prōtokankellarios.
I distretti rurali del thema furono devastati dai Selgiuchidi in seguito alla Battaglia di Manzicerta, ma Nicomedia rimase in mano imperiale, e l'area fu riconquistata dall'Imperatore Alessio I Comneno (r. 1081–1118) con l'aiuto dei Crociati. L'area fu occupata dai Latini in seguito alla dissoluzione dell'Impero conseguente alla Quarta crociata nel 1204, ma il thema fu ristabilito da Giovanni III Vatatze quando riprese possesso della regione nel 1240, e sopravvisse fino alla conquista graduale della regione per opera degli beylik ottomani nella prima metà del XIV secolo.